# Kokkína
Kokkína (Kokkina) är en ort i Grekland.   Den ligger i prefekturen Nomós Magnisías och regionen Thessalien, i den centrala delen av landet, 170 km nordväst om huvudstaden Aten. Kokkína ligger 250 meter över havet och antalet invånare är 202.
Terrängen runt Kokkína är lite kuperad, och sluttar österut. Runt Kokkína är det ganska glesbefolkat, med 42 invånare per kvadratkilometer. Närmaste större samhälle är Velestíno, 7,0 km nordost om Kokkína. Trakten runt Kokkína består till största delen av jordbruksmark.